# E. Charle Lucas
Pour les articles homonymes, voir Charles Lucas et Lucas.

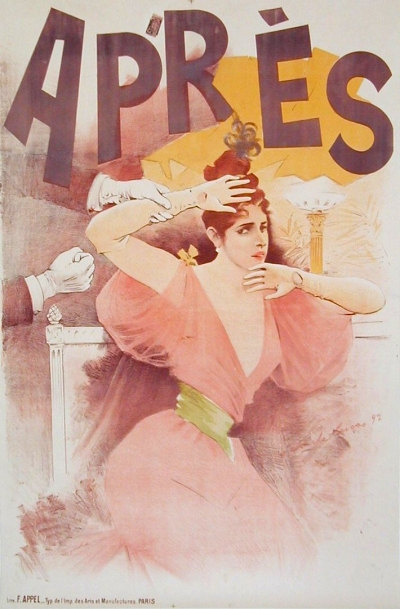
Après, 1892.

E. Charle Lucas, né le 25 janvier 1866 à Paris, et mort le 13 juin 1925 à Levallois-Perret est un peintre et un affichiste français, actif entre 1883 et 1903.

## Parcours
Édouard Charles Lucas est le fils reconnu de Louise Caroline Lucas, rentière,.
Sa vie est à ce jour en partie inconnue. Dessinateur et coloriste remarquable, il travaille essentiellement en tant que concepteur d'affiches pour les principales imprimeries lithographes parisiennes (L'Imprimerie Chaix, F. Appel, Camis, Chardin, Paul Dupont, Établissements Minot, Charles Verneau, etc.).
Quelques dessins rehaussés à la gouache sont apparus en salle des ventes datés dès 1883.
Ses premières affiches connues (vers 1892) vantent des spectacles dans le style Grand-Guignol et des romans publiés en feuilletons par Le Journal.
Jules Chéret reproduit trois affiches signées « E Charle Lucas » dans sa revue Les Maîtres de l'affiche (1895-1900), à savoir : Entrée de clownesse par Félicien Champsaur, Le Journal publie Rome d’Émile Zola et Cabaret des arts 36 bld de Clichy.
Sa sœur Charlotte épouse en 1894 le peintre Arvid Claes Johanson.
Il épouse en 1899 Joséphine Blum, Henri Letellier est témoin du mariage.
En 1901, le couple divorce.
Il réside rue Royale, à Paris. Il meurt à l'âge de 59 ans à Levallois-Perret. Il est inhumé le 18 juin au cimetière du Père-Lachaise.

## Liste des affiches répertoriées
- 1892 : Après [Grand-Guignol]

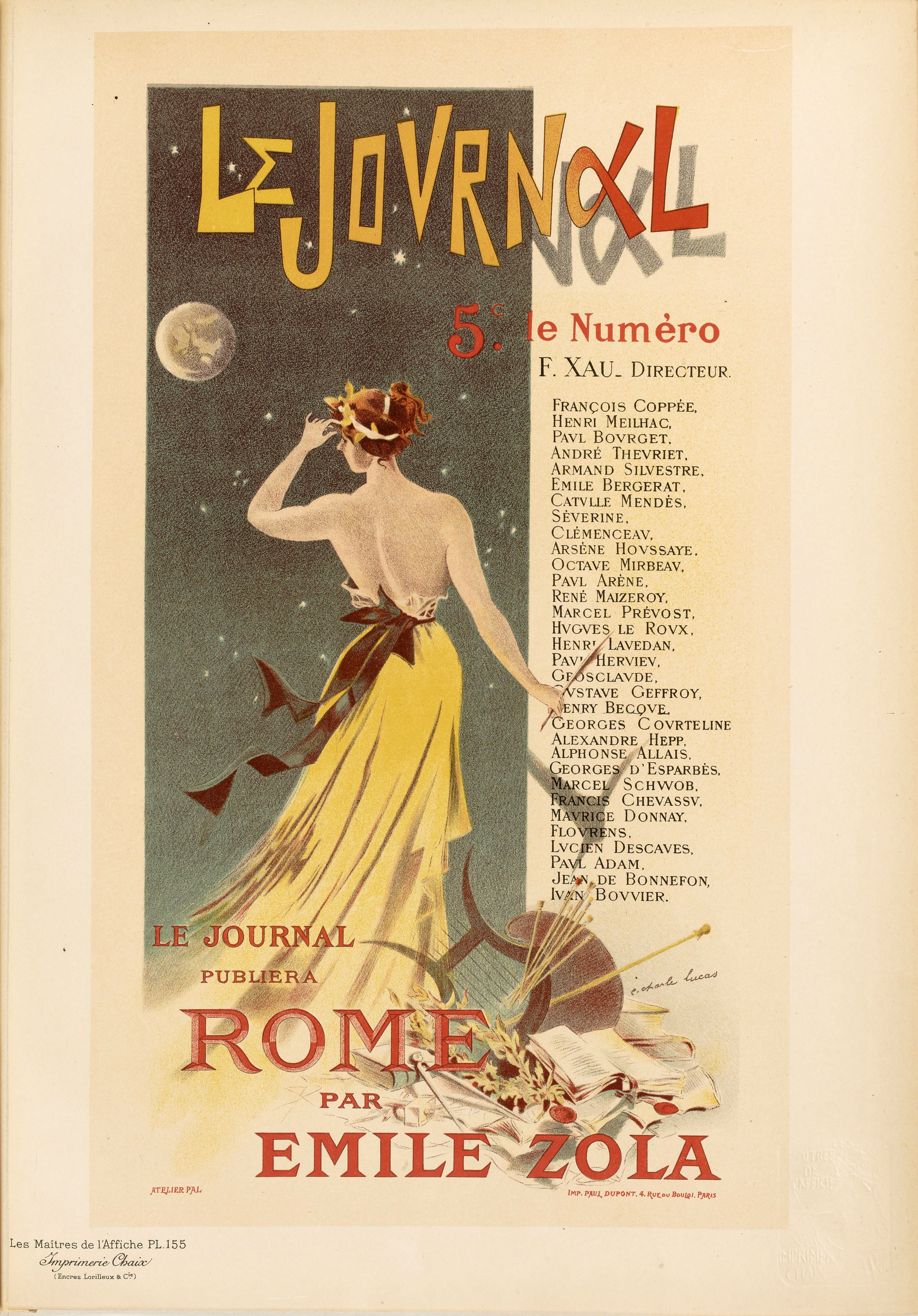

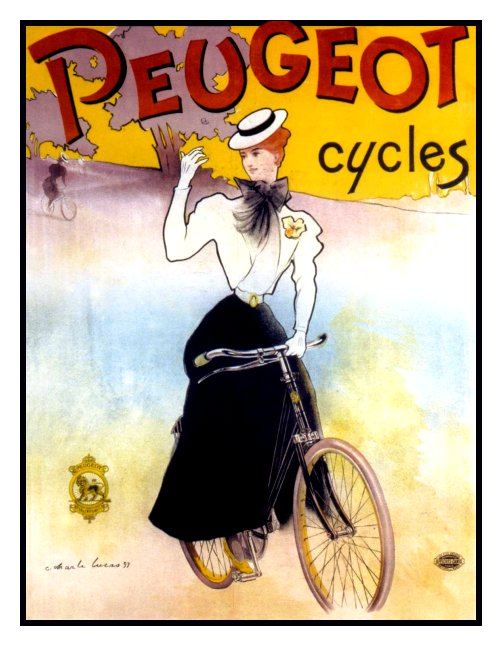
Publicité pour les cycles Peugeot, 1897.

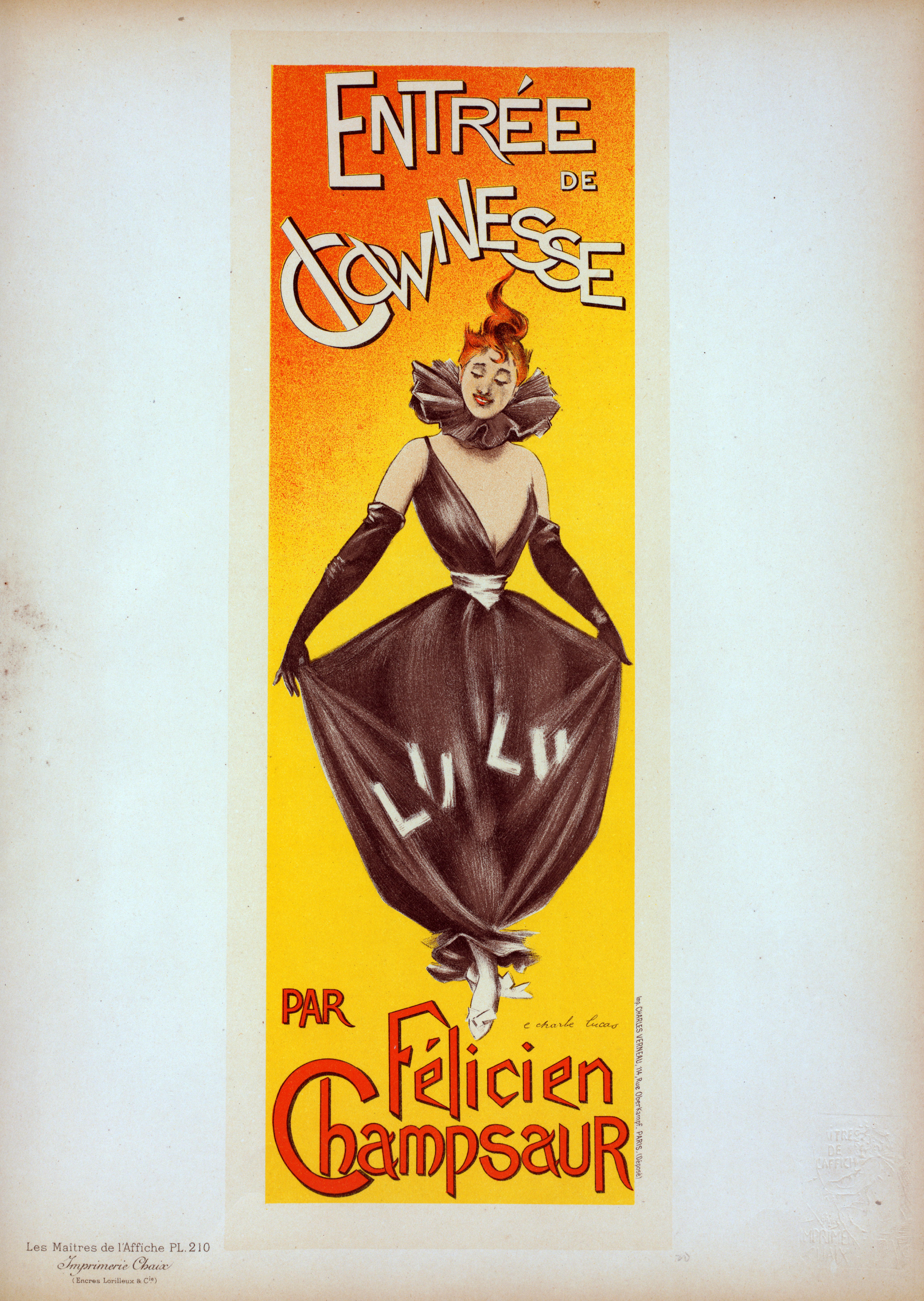

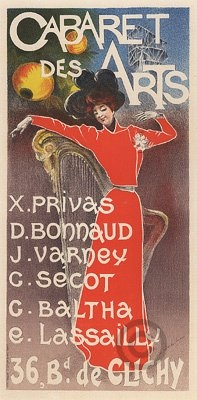
Affiche du Cabaret des Arts.

- 1892 : Le Journal publie la Nymphomane, roman inédit par Oscar Méténier.
- 1894 : Kazatchka [La Kosake], grand roman de mœurs russes par Armand Silvestre - Le Journal.
- 1895 : Chez tous les libraires Paris Parisien, ce qu'il faut voir.
- 1895 : Le Journal publiera Rome par Émile Zola.
- 1896 : Exposition du Théâtre et de la Musique 25 juillet - 25 novembre Palais de l'Industrie (imprimerie Chaix).
- 1896-98 : Théâtre de l'Athénée-Comique, rue Boudreau - rue Auber. Mme Putiphar, opérette en 3 actes de Mrs Depré & Xanrof, musique de Edmond Diet.
- 1897 : Peugeot cycles.
- 1897 : Le Journal publie Suzanne roman inédit par Léon Daudet.
- 1897 : Lulu roman clownesse par Félicien Champsaur.
- 1897 : Folies-Bergère. Phryné, ballet de Aug. Germain, musique de Louis Ganne, chorégraphie de Mme Mariquitta
- 1897 : Le Journal, quotidien littéraire-artistique-politique 5 c[entimes].
- 1897 : Radiotint, nouveau proce´de´ pour la photographie en couleurs en vente chez Melot, 68 rue des Carmes, Orléans.
- 1897 : Pourville près Dieppe terrains à vendre.
- 1898 : Diamondi 8 17.
- 1900 : Folies-Bergère, La Loïe Fuller.
- 1900 : À la Place Clichy Nouveautés Tapis-Ameublements.
- 1900 : Cabarets des arts (imprimerie Chardin)
- 1903 : Casino des enfants, 72 av. des Champs-Élysées 50c d'entrée

Sans date :
- Théâtre Pompadour « Plages & plageuses » revue satirique « La Peur des coups ».
- La marque Georges Richard Cycles et Automobiles.

## Conservation
- Département des Estampes et de la Photographie de la Bibliothèque nationale de France.
- Médiathèque de Chaumont .
- Musée des arts décoratifs de Paris.